# 白浜町立富田中学校
白浜町立富田中学校（しらはまちょうりつ とんだちゅうがっこう）は、和歌山県西牟婁郡白浜町栄にある公立中学校。生徒数は2024年度（令和5年度）時点で270名（男子119名、女子151名）。

## 概要
近いところにJR紀勢本線（きのくに線）紀伊富田駅がある。本校は観光地として有名な南紀白浜温泉街エリアではなく、旧白浜町では南側に位置する。その南を流れる富田川の河口近くの沖積平野の中央にある。周囲はごく平らな地形で、かつてはその多くが水田であったが現在は住宅地になった部分も多い。この地域は観光地である白浜とはやや異なった発展の歴史を持ち、富田川河口域に立地する農村地帯であった。ただし、白浜の温泉街より南部の地域に近年になって観光開発された地域があるため、この地域がこの学校の校区に含まれる。かつては定時制の和歌山県立南紀高等学校富田分校が設置されていた（現在は廃校になっている）。2015年7月12日、紀勢道南紀白浜インターチェンジが同校学区内に開設され、南紀白浜の表玄関となった富田地区にある。

## 開校の経緯
1948年（昭和23年）の新学制の実施に伴い、この地域にも中学校が必要となった。当時この地域には東富田村・西富田村・南富田村・北富田村の4村があったが、この4村（四富田村）で協議した結果、4村で1つの組合立中学校の設立を目指すことが決定した。そのためにまず暫定的に東北と西南で各1校を4月に開校した。それから関係団体等は協議を重ね、1950年（昭和25年）に南富田村に校地を決め、この年の3月までに地鎮祭、上棟式を行った。この四富田村学校組合立富田中学校は組合立中学校の他町村に先駆けてのケースとなり、文部大臣から表彰を受けた。
なお、この計画は必ずしも順調に進んだわけではなく、様々な軋轢もあった。中学校建設のために設立された事務組合の管理村長は当時の南富田村村長であったが、彼の回想録では土地を決めた際に関係耕作者10人ばかりが抗議に押しかけたのに対して、自らの首をかける旨を述べて説得したこと、地鎮祭には村内の反対ムードに気兼ねして東富田・北富田の村長などが不参加であったこと、しかし上棟式には全員が参加して、涙ながらに挨拶したことなどを述べている。
1950年（昭和25年）の8月に第一期工事が終了し、鮎川中学から校長が赴任、また暫定的に設置された富田第一・第二中学の教師も赴任して開校の陣容が整ったが9月3日、ジェーン台風が来襲、校舎は大破し、同11日の開校式は校庭で行われた。9月末にはPTAも組織され、校舎の第二期工事も完成し、台風災害も復旧され、10月28日に落成式が行われた。

## 沿革
- 1947年（昭和22年） - 東富田村・北富田村組合立富田第一中学校が東富田小学校に併設され、西富田村・南富田村組合立富田第二中学校が南富田小学校に併設される。
- 1950年（昭和25年） - 開校準備
- 1950年（昭和25年）9月27日 - 四富田村学校組合立富田中学校開校式
- 1951年（昭和26年）11月3日 - 優良施設校として文部大臣表彰を受ける
- 1954年（昭和29年） - 和歌山県立熊野高等学校定時制富田分校（後の県立南紀高等学校富田分校）を併設
- 1955年（昭和30年）9月11日 - 町村合併に伴い富田学校組合立富田中学校と変更し、校歌を制定
- 1958年（昭和33年）7月1日 - 富田村と田辺市西富田地区が、白浜町と合併したため、校名を白浜町立富田中学校に改称

## 校区の範囲
主として富田川河口付近の平野部の農村地帯であるが、北の方では堅田など、南紀白浜温泉の南側を含み、ここに南紀白浜空港や南紀白浜アドベンチャーワールドがある。南は椿地区までを含む。その範囲には5つの小学校がある。